# Not Like That
«Not Like That» — третій сингл дебютного студійного альбому американської поп-співачки Ешлі Тісдейл — «Headstrong». В США сингл вийшов 28 січня 2008. Пісня написана Нікласом Моліндером, Йоякімом Перссоном, Петте Анкарбергом, Девідом Яссі та Ешлі Тісдейл; спродюсована Нікласом Моліндером та Йоякімом Перссоном.

## Список композицій
Максі CD-сингл
1. "Not Like That" (альбомна версія) – 3:01
2. "He Said She Said" (ремікс Jack D. Elliot) – 3:05
3. "Be Good to Me" (ремікс Jack D. Elliot) – 6:17
4. "Not Like That" (музичне відео) – 3:10

2-трековий CD-сингл
1. "Not Like That" (альбомна версія) – 3:01
2. "Be Good to Me" (ремікс Jack D. Elliot) – 6:17

## Музичне відео
Музичне відео зрежисоване Скотом Спіром. У відео з'являється старша сестра Ешлі — Дженніфер Тісдейл. Відеокліп було передчасно вилито в мережу 2 жовтня 2007.

## Чарти
| Чарт (2008)                  | Місце |
| ---------------------------- | ----- |
| Austrian Singles Chart       | 31    |
| Czech Singles Chart          | 52    |
| Eurochart Hot 100 Singles    | 68    |
| Germany German Singles Chart | 20    |
| Swiss Singles Chart          | 27    |

## Історія релізів
| Країна   | Дата           | Формат                        | Лейбл        |
| -------- | -------------- | ----------------------------- | ------------ |
| Європа   | 25 січня 2008  | CD-сингл Цифрове завантаження | Warner Bros. |
| Чилі     | 21 квітня 2008 | CD-сингл Цифрове завантаження | Warner Bros. |
| Бразилія | 30 серпня 2008 | Радіоротація                  | Warner Bros. |